# Malcolm Reed
„Malcolm Reed” este un personaj fictiv din serialul TV Star Trek: Enterprise din franciza Star Trek. 
Este interpretat de Dominic Keating.
Reed este ofițerul tactic al navei Enterprise, fiind, de asemenea, responsabil cu securitatea. El provine dintr-un lung șir de ofițeri ai Marinei Regale britanice, dar s-a înrolat în Flota Stelară datorită fricii sale de moartea prin înecare. Reed este chinuit de multiple alergii și are o personalitate taciturnă, așa încât propriile sale rude au fost incapabile să spună care era mâncarea lui preferată (ananasul) atunci când au fost întrebate. Pe lângă cariera sa de ofițer al Flotei Stelare, Reed a mai lucrat și pentru Secțiunea 31, serviciul secret de securitate al Flotei.